# بنفش (سرده)
بنفش (نام علمی: Pluchea) نام یک سرده از زیرخانواده کاسنی‌واریان است.